# Kepler-14 b
Kepler-14 b est une exoplanète en orbite autour de Kepler-14 a, l'étoile principale du système binaire Kepler-14. Elle est située à environ 3 200 années-lumière (980 pc) du Système solaire, dans la constellation de la Lyre. Les deux composantes de ce système binaire sont deux étoiles distantes l'une de l'autre d'au moins 280 UA et orbitant l'une autour de l'autre en 2 800 ans environ. Trop proches l'une de l'autre pour pouvoir être étudiées séparément, leurs propriétés résultantes ont été analysées ensemble et correspondent à un astre unique de 1,512 masse solaire et 2,048 rayons solaires, de type spectral F et ayant une température effective de 6 395 K.
Kepler-14 b orbiterait en un peu moins de 6,8 jours à environ 0,078 UA de Kepler-14 A, avec une excentricité orbitale de l'ordre de 0,035. Il s'agirait d'un astre de type Jupiter chaud, d'une masse de 8,4 masses joviennes pour une taille de 1,14 rayon jovien, soit une masse volumique d'environ 7,1 g·cm-3, 30 % supérieure à celle de la Terre.
L'identification de Kepler-14 comme étoile binaire a permis d'affiner considérablement l'analyse des données relatives à l'exoplanète, données qui avaient été interprétées de façon largement erronées en considérant initialement Kepler-14 comme une étoile simple : la masse calculée était inexacte à 60 % près et le rayon estimé était 10 % trop petit.